# 芒努斯·卡托
芒努斯·卡托（瑞典語：Magnus Cato，1967年6月30日—），生于哥德堡，瑞典前男子手球运动员。他曾代表瑞典国家队参加1992年夏季奥林匹克运动会手球比赛，获得一枚银牌。